# Fussballclub Wohlen 1904 2015-2016
Questa voce raccoglie le informazioni riguardanti il Fussballclub Wohlen 1904 nelle competizioni ufficiali della stagione 2015-2016.

## Stagione
Nella stagione 2015-2016 il Wohlen, allenato da Martín Rueda, concluse il campionato di Challenge League all'8º posto. In Coppa Svizzera il Wohlen fu eliminato al secondo turno dal Zurigo.

## Rosa
| N. |                         | Ruolo | Calciatore       |
| -- | ----------------------- | ----- | ---------------- |
| 1  | RD del Congo (bandiera) | P     | Joël Kiassumbua  |
| 4  | Croazia (bandiera)      | D     | Marijan Urtic    |
| 5  | Italia (bandiera)       | C     | Davide Giampà    |
| 6  | Svizzera (bandiera)     | C     | Simon Grether    |
| 7  | Kosovo (bandiera)       | D     | Rexhep Thaqi     |
| 8  | Svizzera (bandiera)     | C     | Joël Geissmann   |
| 9  | Svizzera (bandiera)     | A     | Marvin Graf      |
| 9  | Svizzera (bandiera)     | A     | Luigi Milicaj    |
| 10 | Svizzera (bandiera)     | C     | Miguel Castroman |
| 13 | Argentina (bandiera)    | A     | Augusto Lotti    |
| 14 | Svizzera (bandiera)     | A     | Nico Abegglen    |
| 15 | Albania (bandiera)      | D     | Bujar Lika       |
| 16 | Svizzera (bandiera)     | D     | Simon Dünki      |
| 17 | Francia (bandiera)      | C     | Marko Muslin     |

| N. |                     | Ruolo | Calciatore           |
| -- | ------------------- | ----- | -------------------- |
| 20 | Serbia (bandiera)   | A     | Samir Ramizi         |
| 21 | Svizzera (bandiera) | C     | Muhamed Seferi       |
| 23 | Germania (bandiera) | C     | Ronny Minkwitz       |
| 26 | Svizzera (bandiera) | D     | Nicolas Bürgy        |
| 26 | Svizzera (bandiera) | D     | Fabian Burkard       |
| 27 | Svizzera (bandiera) | C     | Michael Weber        |
| 29 | Svizzera (bandiera) | D     | Olivier Kleiner      |
| 30 | Svizzera (bandiera) | P     | Flamur Tahiraj       |
| 31 | Svizzera (bandiera) | C     | Alain Schultz        |
| 32 | Romania (bandiera)  | A     | Cristian Florin Ianu |
| 33 | Germania (bandiera) | C     | Jordan Brown         |
| 34 | Svizzera (bandiera) | P     | Dominik Stutzer      |
| 38 | Svizzera (bandiera) | C     | Deni Kadoic          |

## Organigramma societario
Area tecnica
- Allenatore: Martín Rueda
- Allenatore in seconda: Daniel Bamert
- Preparatore dei portieri: Boris Ivkovic
- Preparatori atletici:

## Calciomercato

### Sessione estiva
| Acquisti | Acquisti      | Acquisti     | Acquisti |
| R.       | Nome          | da           | Modalità |
| -------- | ------------- | ------------ | -------- |
| C        | Deni Kadoic   | Basilea II   |          |
| C        | Jordan Brown  | Grasshoppers |          |
| A        | Nico Abegglen | Vaduz        |          |
| D        | Nicolas Bürgy | Young Boys   |          |
| D        | Simon Dünki   | Wil          |          |
| A        | Luiyi Lugo    | Baden        |          |
| A        | Luigi Milicaj | Baden        |          |
| C        | Marko Muslin  | Wil          |          |

| Cessioni | Cessioni           | Cessioni        | Cessioni |
| R.       | Nome               | a               | Modalità |
| -------- | ------------------ | --------------- | -------- |
| C        | Mërgim Brahimi     | Grasshoppers    |          |
| P        | Vladimir Savić     | Mladi Radnik    |          |
| A        | Roman Buess        | Thun            |          |
| D        | Mario Bühler       | Vaduz           |          |
| C        | Claudio Holenstein | Winterthur      |          |
| A        | Haxhi Neziraj      | Lucerna         |          |
| C        | Kevin Pezzoni      | Wehen Wiesbaden |          |
| D        | Alban Pnishi       | Grasshoppers    |          |
| A        | Simone Rapp        | Thun            |          |

### Sessione invernale
| Acquisti | Acquisti             | Acquisti   | Acquisti |
| R.       | Nome                 | da         | Modalità |
| -------- | -------------------- | ---------- | -------- |
| C        | Miguel Castroman     | Young Boys |          |
| A        | Marvin Graf          | Zurigo II  |          |
| A        | Cristian Florin Ianu | Sciaffusa  |          |
| D        | Olivier Kleiner      | Lucerna    |          |

| Cessioni | Cessioni         | Cessioni    | Cessioni |
| R.       | Nome             | a           | Modalità |
| -------- | ---------------- | ----------- | -------- |
| D        | Dylan Stadelmann | Wil         |          |
| A        | Luiyi Lugo       | YF Juventus |          |

## Risultati

### Challenge League

#### Prima fase, girone di andata
| Arbitro: | Pache |

|           |           |           |
| Burki 52’ | Marcatori | 85’ Urtic |

| Arbitro: | Schnyder |

|                          |           |                         |
| Abegglen 15’ Schultz 37’ | Marcatori | 12’ Mustafi 48’ Dubajić |

| Winterthur 3 agosto 2015, ore 19:45 CEST 3ª giornata | Winterthur | 0 – 0 referto | Wohlen | Stadion Schützenwiese (3 400 spett.)\| Arbitro: \| Tschudi \| |
| Arbitro:                                             | Tschudi    |               |        |                                                               |

| Arbitro: | Staubli |

|  |           |                     |
|  | Marcatori | 5’ Savic 90’ Senger |

| Arbitro: | Schärli |

|             |           |                                    |
| Korkmaz 78’ | Marcatori | 2’ Schultz 6’ Brahimi 32’ Abegglen |

| Arbitro: | Dudic |

|  |           |                                                     |
|  | Marcatori | 58’ Cortelezzi 78’ Ciarrocchi 90’ (rig.) Mihajlović |

| Arbitro: | San |

|                       |           |  |
| Lavanchy 68’ Roux 83’ | Marcatori |  |

| Arbitro: | Erlachner |

|                            |           |           |
| Geissmann 46’ Abegglen 67’ | Marcatori | 32’ Tadić |

| Arbitro: | Tschudi |

|                          |           |  |
| Abegglen 18’ Schultz 27’ | Marcatori |  |

#### Prima fase, girone di ritorno
| Arbitro: | Jancevski |

|                                       |           |  |
| Zambrella 14’ Pimenta 23’ Alvarez 48’ | Marcatori |  |

| Arbitro: | San |

|          |           |               |
| Savic 9’ | Marcatori | 90’ Geissmann |

| Arbitro: | Tschudi |

|           |           |                      |
| Weber 23’ | Marcatori | 13’ (rig.), 46’ Roux |

| Arbitro: | Jancevski |

|               |           |              |
| Regazzoni 25’ | Marcatori | 55’ Minkwitz |

| Arbitro: | Ovcharov |

|          |           |                                 |
| Weber 1’ | Marcatori | 18’ Santos 64’ Nobre 72’ Yılmaz |

| Arbitro: | Dudic |

|  |           |                                           |
|  | Marcatori | 2’ Grether 70’ Thaqi 90’ (rig.) Geissmann |

| Arbitro: | Musa |

|                                     |           |                         |
| Abegglen 6’ Geissmann 21’ Bürgy 67’ | Marcatori | 45’ Paiva 62’ Fassnacht |

| Wohlen 29 novembre 2015, ore 15:00 CET 17ª giornata | Wohlen | 0 – 0 referto | Aarau | Stadion Niedermatten (2 270 spett.)\| Arbitro: \| San \| |
| Arbitro:                                            | San    |               |       |                                                          |

| Arbitro: | Jancevski |

|           |           |            |
| Tadić 20’ | Marcatori | 24’ Ramizi |

#### Seconda fase, girone di andata
| Arbitro: | Jancevski |

|           |           |                                  |
| Paiva 67’ | Marcatori | 3’ Ramizi 42’ Ianu 88’, 90’ Graf |

| Arbitro: | Schnyder |

|          |           |                                |
| Ianu 55’ | Marcatori | 14’ Manière 18’ Méndez 44’ Pak |

| Arbitro: | Jancevski |

|                |           |  |
| Mihajlović 79’ | Marcatori |  |

| Arbitro: | Tschudi |

|          |           |             |
| Roux 78’ | Marcatori | 66’ Kleiner |

| Arbitro: | Gut |

|            |           |  |
| Muslin 36’ | Marcatori |  |

| Arbitro: | Fähndrich |

|                       |           |  |
| Lieder 2’ N'Ganga 31’ | Marcatori |  |

| Arbitro: | Dudic |

|  |           |              |
|  | Marcatori | 49’ Frontino |

| Arbitro: | Gut |

|                            |           |               |
| Abegglen 45’ Geissmann 54’ | Marcatori | 74’ Moussilou |

| Arbitro: | Jaccottet |

|                                              |           |  |
| Doudin 40’, 58’ Senger 65’ Veloso 78’ (rig.) | Marcatori |  |

#### Seconda fase, girone di ritorno
| Arbitro: | Musa |

|             |           |  |
| Schultz 65’ | Marcatori |  |

| Arbitro: | Dudic |

|            |           |  |
| Zeqiri 61’ | Marcatori |  |

| Arbitro: | Schärli |

|  |           |                      |
|  | Marcatori | 26’ Milani 54’ Çiçek |

| Arbitro: | Klossner |

|                       |           |                        |
| Lotti 32’ Schultz 82’ | Marcatori | 9’ Zbinden 66’ Chatton |

| Arbitro: | Musa |

|                             |           |  |
| Fejzulahi 15’ Moussilou 90’ | Marcatori |  |

| Arbitro: | Tschudi |

|                    |           |                |
| Graf 3’ Seferi 33’ | Marcatori | 58’ Ciarrocchi |

| Arbitro: | Musa |

|                                        |           |                    |
| Gül 7’ Frontino 9’ Lekaj 54’ Mujic 56’ | Marcatori | 76’ (rig.) Schultz |

| Arbitro: | Amhof |

|  |           |            |
|  | Marcatori | 5’ Rossini |

| Bienne 27 maggio 2016, ore CEST 36ª giornata | Bienne | – annullata referto | Wohlen | Tissot Arena |

### Coppa Svizzera
| 15 agosto 2015, ore 18:00 CEST Primo turno | Küssnacht am R. | 2 – 9 | Wohlen |  |

| Wohlen 19 settembre 2015, ore 19:30 CEST Secondo turno | Wohlen    | 0 – 1 referto | Zurigo | Stadion Niedermatten |
| \| \| \| \| \| \| Marcatori \| 77’ Buff \|             |           |               |        |                      |
|                                                        |           |               |        |                      |
|                                                        | Marcatori | 77’ Buff      |        |                      |

## Statistiche

### Statistiche di squadra
| Competizione     | Punti | In casa | In casa | In casa | In casa | In casa | In casa | In trasferta | In trasferta | In trasferta | In trasferta | In trasferta | In trasferta | Totale | Totale | Totale | Totale | Totale | Totale | DR  |
| Competizione     | Punti | G       | V       | N       | P       | Gf      | Gs      | G            | V            | N            | P            | Gf           | Gs           | G      | V      | N      | P      | Gf     | Gs     | DR  |
| ---------------- | ----- | ------- | ------- | ------- | ------- | ------- | ------- | ------------ | ------------ | ------------ | ------------ | ------------ | ------------ | ------ | ------ | ------ | ------ | ------ | ------ | --- |
| Challenge League | 36    | 17      | 6       | 3       | 8       | 19      | 26      | 17           | 3            | 6            | 8            | 16           | 26           | 34     | 9      | 9      | 16     | 35     | 52     | -17 |
| Coppa Svizzera   | -     | 1       | 0       | 0       | 1       | 0       | 1       | 1            | 1            | 0            | 0            | 9            | 2            | 2      | 1      | 0      | 1      | 9      | 3      | +6  |
| Totale           | 36    | 18      | 6       | 3       | 9       | 19      | 27      | 18           | 4            | 6            | 8            | 25           | 28           | 36     | 10     | 9      | 17     | 44     | 55     | -11 |

### Andamento in campionato
| Giornata  | 1 | 2 | 3 | 4 | 5 | 6 | 7  | 8 | 9 | 10 | 11 | 12 | 13 | 14 | 15 | 16 | 17 | 18 | 19 | 20 | 21 | 22 | 23 | 24 | 25 | 26 | 27 | 28 | 29 | 30 | 31 | 32 | 33 | 34 | 35 | 36 |
| --------- | - | - | - | - | - | - | -- | - | - | -- | -- | -- | -- | -- | -- | -- | -- | -- | -- | -- | -- | -- | -- | -- | -- | -- | -- | -- | -- | -- | -- | -- | -- | -- | -- | -- |
| Luogo     | T | C | T | C | T | C | T  | C | C | T  | T  | C  | T  | C  | T  | C  | C  | T  | T  | C  | T  | T  | C  | T  | C  | C  | T  | C  | T  | C  | C  | T  | C  | T  | C  | T  |
| Risultato | N | N | N | P | V | P | P  | V | V | P  | N  | P  | N  | P  | V  | V  | N  | N  | V  | P  | P  | N  |    | P  | P  | V  | P  | V  | P  | P  | N  | P  | V  | P  | P  |    |
| Posizione | 4 | 6 | 4 | 8 | 5 | 8 | 10 | 6 | 5 | 7  | 7  | 9  | 8  | 9  | 8  | 7  | 6  | 6  | 4  | 4  | 5  | 5  | 7  | 8  | 8  | 6  | 7  | 7  | 7  | 8  | 8  | 8  | 7  | 8  |    |    |

Legenda:

Luogo: C = Casa; T = Trasferta. Risultato: V = Vittoria; N = Pareggio; P = Sconfitta.

### Statistiche dei giocatori
| Giocatore     | Challenge League | Challenge League | Challenge League | Challenge League | Coppa Svizzera | Coppa Svizzera | Coppa Svizzera | Coppa Svizzera | Totale   | Totale | Totale      | Totale     |
| Giocatore     | Presenze         | Reti             | Ammonizioni      | Espulsioni       | Presenze       | Reti           | Ammonizioni    | Espulsioni     | Presenze | Reti   | Ammonizioni | Espulsioni |
| ------------- | ---------------- | ---------------- | ---------------- | ---------------- | -------------- | -------------- | -------------- | -------------- | -------- | ------ | ----------- | ---------- |
| N. Abegglen   | 20               | 6                | 5                | 1                | 1              | 0              | 0              | 0              | 21       | 6      | 5           | 1          |
| M. Brahimi    | 7                | 1                | 0                | 0                | 0              | 0              | 0              | 0              | 7        | 1      | 0           | 0          |
| J. Brown      | 19               | 0                | 3                | 0                | 1              | 0              | 0              | 0              | 20       | 0      | 3           | 0          |
| F. Burkard    | 0                | 0                | 0                | 0                | 0              | 0              | 0              | 0              | 0        | 0      | 0           | 0          |
| N. Bürgy      | 26               | 1                | 4                | 1                | 0              | 0              | 0              | 0              | 26       | 1      | 4           | 1          |
| M. Castroman  | 11               | 0                | 1                | 0                | 0              | 0              | 0              | 0              | 11       | 0      | 1           | 0          |
| S. Dünki      | 13               | 0                | 1                | 0                | 1              | 0              | 0              | 0              | 14       | 0      | 1           | 0          |
| J. Geissmann  | 32               | 5                | 6                | 1                | 1              | 0              | 0              | 0              | 33       | 5      | 6           | 1          |
| D. Giampà     | 3                | 0                | 0                | 0                | 0              | 0              | 0              | 0              | 3        | 0      | 0           | 0          |
| M. Graf       | 14               | 3                | 3                | 0                | 0              | 0              | 0              | 0              | 14       | 3      | 3           | 0          |
| S. Grether    | 23               | 1                | 5                | 2                | 1              | 0              | 0              | 0              | 24       | 1      | 5           | 2          |
| C. Ianu       | 13               | 2                | 1                | 0                | 0              | 0              | 0              | 0              | 13       | 2      | 1           | 0          |
| D. Kadoic     | 7                | 0                | 1                | 0                | 0              | 0              | 0              | 0              | 7        | 0      | 1           | 0          |
| J. Kiassumbua | 29               | 0                | 1                | 0                | 0              | 0              | 0              | 0              | 29       | 0      | 1           | 0          |
| O. Kleiner    | 15               | 1                | 3                | 0                | 0              | 0              | 0              | 0              | 15       | 1      | 3           | 0          |
| B. Lika       | 25               | 0                | 4                | 1                | 1              | 0              | 0              | 0              | 26       | 0      | 4           | 1          |
| A. Lotti      | 15               | 1                | 0                | 0                | 0              | 0              | 0              | 0              | 15       | 1      | 0           | 0          |
| L. Lugo       | 6                | 0                | 0                | 0                | 0              | 0              | 0              | 0              | 6        | 0      | 0           | 0          |
| L. Milicaj    | 1                | 0                | 0                | 0                | 0              | 0              | 0              | 0              | 1        | 0      | 0           | 0          |
| R. Minkwitz   | 22               | 1                | 2                | 0                | 0              | 0              | 0              | 0              | 22       | 1      | 2           | 0          |
| M. Muslin     | 33               | 1                | 4                | 0                | 1              | 0              | 0              | 0              | 34       | 1      | 4           | 0          |
| S. Ramizi     | 19               | 2                | 5                | 0                | 1              | 0              | 1              | 0              | 20       | 2      | 6           | 0          |
| A. Schultz    | 29               | 6                | 5                | 0                | 1              | 0              | 0              | 0              | 30       | 6      | 5           | 0          |
| M. Seferi     | 12               | 1                | 3                | 0                | 0              | 0              | 0              | 0              | 12       | 1      | 3           | 0          |
| D. Stadelmann | 14               | 0                | 4                | 0                | 1              | 0              | 0              | 0              | 15       | 0      | 4           | 0          |
| D. Stutzer    | 0                | 0                | 0                | 0                | 0              | 0              | 0              | 0              | 0        | 0      | 0           | 0          |
| F. Tahiraj    | 6                | 0                | 0                | 0                | 1              | 0              | 0              | 0              | 7        | 0      | 0           | 0          |
| R. Thaqi      | 15               | 1                | 1                | 0                | 1              | 0              | 1              | 0              | 16       | 1      | 2           | 0          |
| M. Urtic      | 30               | 1                | 7                | 1                | 1              | 0              | 0              | 0              | 31       | 1      | 7           | 1          |
| M. Weber      | 27               | 2                | 4                | 0                | 1              | 0              | 0              | 0              | 28       | 2      | 4           | 0          |